# Eigen Wereld (album)
Eigen Wereld is het derde en laatste album van de Nederlandse rapgroep Opgezwolle, uitgebracht in 2006 door het label Top Notch. 
Het album won in 2006 de Gouden Greep en de 3voor12 Award voor het beste album en werd tevens tijdens de TMF Awards 2006 genomineerd voor het beste nationale album. De Nieuwe Revu zette het album in 2007 vervolgens op de tweede plek in de Top15 NL Hiphop albums. In 2016 werd het door de stemmers op Hiphop in je smoel verkozen tot Het Hardste Hiphop Album van de Lage Landen. Het album bereikte de vierde plaats in de album top 100 en was daarmee ruim zeven jaar het hoogst genoteerde nederhop-album in de hitlijsten. De groep Great Minds wist in 2013 de tweede plek in de top 100 te bereiken.

## Bezetting
- Sticky Steez - Rapper
- Phreako Rico - Rapper
- Delic - Dj en producer

## Tracklist
1. Hoedenplank
2. Werk aan de Winkel
3. Balans (met Josje & Shyrock)
4. Gekkenhuis (met Jawat!)
5. Nagemaakt
6. Eigen Wereld
7. Elektrostress
8. Passievrucht/Bosmuis (met Duvel)
9. Made in NL
10. NL Door
11. Gebleven
12. Ut Is Wat Het Is (met Raymzter)
13. Volle Kracht (met Winne)
14. Gerrit
15. Ukkie
16. Vroeger/Nu (met James)
17. Regendans
18. Ogen Open
19. Tunnelvisie
20. De Jug
21. Park (met Bert Vrielink)

## Uitgaven
| #   | Jaar | Drager            | Label                             | Opmerking                                                                 |
| --- | ---- | ----------------- | --------------------------------- | ------------------------------------------------------------------------- |
| 1.  | 2006 | plastic cd-rom    | Top Notch / PIAS                  | 1e druk                                                                   |
| 2.  | 2006 | drievoudige elpee | Top Notch / PIAS                  | limited edition                                                           |
| 3.  | 2006 | leren hoes        | Top Notch / PIAS                  | limited edition                                                           |
| 4.  | 2008 | plastic cd-rom    | Top Notch / Universal             | 2e druk                                                                   |
| 5.  | 2016 | tweevoudige elpee | Top Notch / Universal             | heruitgave wegens 15-jarig bestaan Opgezwolle                             |
| 6.  | 2023 | viervoudige elpee | Top Notch / Universal / De Stroom | deluxe versie inclusief de podcast De Rest is Geschiedenis                |
| 7.  | 2024 | plastic cd-rom    | Top Notch / Universal             | 3e druk                                                                   |
| 8.  | 2024 | tweevoudige elpee | Top Notch / Universal             | heruitgave                                                                |
| 9.  | 2024 | cassette          | Top Notch / Universal             | limited edition                                                           |
| 10. | 2024 | tweevoudige elpee | Top Notch / Universal             | Plato Zwolle exclusive limited edition gekleurd goud vinyl (1500 versies) |

## Prijzen en nominaties
Awards
- 2006 - Urban Award - Beste Album nominatie
- 2006 - Gouden Greep - Beste Album winnaar[7]
- 2006 - TMF Awards 2006 - Beste Album nationaal nominatie
- 2006 - 3voor12 Award - Beste Album winnaar[8]

Lijsten
- 2007 - Nieuwe Revu - Top15 NL Hiphop albums (1992-2007): #2
- 2016 - Hiphop in je Smoel - Het Hardste Hiphop Album van de Lage Landen (1992-2016): #1 [1]
- 2025 - OOR - 25 beste Nederlandse albums van deze eeuw (2000-2025): #2 [9]

Records
- Hoogst genoteerde nederhop-album in de album top 100 (2006-2013): #4[2]